# أنوشهيران نوريان
أنوشهيران نوريان (مواليد 25 يناير 1972) هو ملاكم إيراني، مثّل بلاده في الألعاب الأولمبية الصيفية في دورات 1992 و2000 و2004.

## روابط خارجية
أنوشهيران نوريان على موقع أوليمبيديا (الإنجليزية)
- أنوشهيران نوريان على موقع اللجنة الأولمبية الأسترالية (الإنجليزية)